# Neolitsea wushanica
Neolitsea wushanica är en lagerväxtart som först beskrevs av Woon Young Chun, och fick sitt nu gällande namn av Elmer Drew Merrill. Neolitsea wushanica ingår i släktet Neolitsea och familjen lagerväxter. Utöver nominatformen finns också underarten N. w. pubens.